# Többségi demokrácia
A többségi demokrácia választási rendszere a győztesnek vagy a többséggel rendelkező szövetséges csoportoknak biztosítja egy határozott időre a „népuralmat”. Lényege, hogy döntéshozatalkor mindig az – egyszerű vagy a minősített – többség akarata érvényesül, vagyis ez a „többség diktatúrája”. Szélsőséges esetben a szavazati jogukkal élő döntéshozók pillanatnyi minimális többsége a leadott szavazatok 50 százaléka plusz egy szavazattal is rákényszerítheti akaratát a kisebbségben lévőkre. A többségi döntéshozatali eljárás következményeként némely döntés esetleg kirekesztő lehet, ezért a többségi döntéseket a modern demokráciákban az egyéni szabadságot és a kisebbségek kollektív szabadságát védő alkotmányos jogok korlátozhatják. Ez a rendszer egyaránt működhet írott illetve történeti alkotmány alapján.

## Jellemzői
1. Történeti vagy írott alkotmánnyal működik mely könnyen, a törvényhozók által módosítható.
2. A szavazatok viszonylagos többségének megszerzése sokszor elég a kormányzáshoz. Ez a politikai rendszer ellenzéki szerepre ítéli a szavazáskor alul maradtakat, akár a valós többséget.
3. A választási rendszer a két nagy pártnak kedvez, melyek általában a jobb és baloldali politikai ideológia köré csoportosulnak és így versengenek a főhatalomért.
4. Az államalakulat egységes (unitárius) nemzetállam és központosított államszerkezettel rendelkezik.
5. Az állampolgárok egyetlen nagy közösséget alkotnak, és egy sorson osztoznak.
6. A térségi és etnikai különbségek nem jelennek meg a pártok politikájában. Nincsenek a központi hatalomtól független autonóm nemzeti és/vagy területi egységek.
7. A törvényalkotás szerkezete az eszmei egykamarás vagy kétkamarás. A lényeges törvényhozási hatáskörök a kormánytöbbségű kamarát illeti, a másik kamara szerepe erősen korlátozott.
8. A koalíciós törvényhozás fegyelmezetten, egységesen szavaz a kormányon maradásért.
9. Parlamentáris hatalomgyakorlásnál a kormánnyal szembeni bizalmatlansági indítvány joga a törvényhozásé, de a gyakorlatban így is a kormányé a legfőbb hatalom.
10. A végrehajtó hatalom egypárti vagy kis többségű szövetségben összpontosul.
11. Jelentős a végrehajtó hatalom fölérendeltsége a törvényhozó hatalomhoz viszonyítva, tehát hiányzik vagy nem teljes a hatalmi ágak szétválasztása.
12. A hatalom döntéshozatalkor mindig az – egyszerű vagy a minősített – többség akarata érvényesül.
13. Központi bank, egyéb fontos intézmények és az állami vállalatok a kormány ellenőrzése alatt állnak.
14. Nem vagy csak formálisan működik a közvetlen demokrácia intézménye, a népszavazás, mert azt magas részvételi küszöbök segítségével korlátozzák.

### Bírálata
- Sir Arthur Lewis, a Nobel-díjas közgazdász szerint, „ha kizárjuk a vesztes csoportokat a döntéshozatalban való részvételből, ez egyértelműen sérti a demokrácia elsődleges értelmezését”.
  - Szintén rámutatott, „a többségi uralmat — és az abból következő kormány-ellenzék „felállást” — antidemokratikusnak is tekinthetjük, mert ezek a kölcsönös kizárás elvén alapulnak.” A demokráciaellenességet enyhíti, ha a kormányozási és ellenzéki szerepkörök időszakonként cserélődnek.
- A parlamenti szuverenitás és a demokrácia egymással összeegyeztethetetlen fogalmak.
- A többségi demokrácia kevésbé megértővé teszi a hatalom birtokosait.
- Az alkotmányozást vagy alkotmányt nem kell, hogy megelőzze egy széles körű társadalmi vita.
- Költséges választási kampányokon szakemberek segítségével igyekeznek szavazatot szerezni, ahol gyakran felelőtlen ígéretek is elhangzanak.
- Választások után a választók érdekképviselete a háttérbe szorul és a pártok és tagjaik egyéni érdeke, pedig elsődlegessé válik.
- Közintézmények vezetőinek kiválasztásában legfontosabb tényező a többséghez való tartozás, a rátermettség és a szakértelem másodlagos.
- Azt a látszatot kelti, hogy a nyelvi és nemzeti alapon szerveződött közösség életképtelen ami szegregáció a gettósodás szindrómáját hordozza magában.
- Azt hangoztatják, hogy az önfeladás és a többségi nemzetbe való feltétel nélküli beolvadás az egyedüli megoldás a boldogulásukhoz.
- A többségi nemzet diszkriminálja az ott élő kisebb népcsoportot.

### Előnyei
- A hatalom kevesebb egyeztetéssel dönt és könnyebben kormányoz.

## Gyakorlatban
A többségi demokrácia legjellegzetesebben a „nemzetállamokban” használatos rendszer, amely egyenlő személyiségi jogokat biztosít, azonban megtagad mindenféle etnikai alapú kollektív önigazgatási jogot a többségi nemzeten kívül minden más népcsoporttól. A hivatalos nyelv és kultúra nem teszi lehetővé, hogy etnikai csoportok létezzenek, és az ilyen köztársaságban nagyarányú a beolvadás.
Jelenleg a többségi demokrácia a legelterjedtebb. Magyarországon szintén többségi vagy részben többségi demokrácia működik, hasonlóan a legtöbb tagállamhoz az Európai Unióban.